# Isabel da Baviera, Imperatriz da Áustria
Isabel Amália Eugénia da Baviera (em alemão: Elisabeth Amalie Eugenie von Wittelsbach, Herzogin in Bayern; Munique, 24 de dezembro de 1837 – Genebra, 10 de setembro de 1898), apelidada de Sissi, foi a esposa do imperador Francisco José I e Imperatriz Consorte da Áustria e seus demais domínios de 1854 até sua morte, em 1898. Ela teve uma criação informal antes de se casar, aos dezesseis anos, com o imperador Francisco José I. O casamento a empurrou para uma vida muito mais formal na corte dos Habsburgos, para a qual não estava preparada e que considerou incompatível. No início do casamento ela teve problemas com sua sogra, a Arquiduquesa Sofia, que assumiu a criação das filhas de Isabel, uma das quais, Sofia, morreu na infância. O nascimento do herdeiro aparente, o príncipe herdeiro Rodolfo, melhorou sua posição na corte, mas sua saúde sofreu com a tensão e ela costumava visitar a Hungria, seu ambiente mais relaxado. Ela desenvolveu uma profunda relação com a Hungria e ajudou a criar a monarquia dual da Áustria-Hungria em 1867. 
A morte de seu único filho e sua amante, Maria Vetsera, em um homicídio-suicídio em seu chalé de caça em Mayerling em 1889 foi um golpe do qual Isabel nunca se recuperou. Ela se retirou das funções cerimoniais na corte e viajou muito, desacompanhada de sua família. Em 1890, ela mandou construir um palácio na ilha grega de Corfu, que ela visitava com frequência. O palácio Achilleion, com um elaborado motivo mitológico, serviu de refúgio. Ela estava obsessivamente preocupada em manter sua figura e beleza juvenis, que já eram lendárias durante sua vida. Em 1897, sua irmã, a duquesa Sofia da Baviera, morreu em um incêndio acidental no "Bazar de la Charité" em Paris. Enquanto viajava por Genebra em 1898, Sissi foi mortalmente ferida por um anarquista italiano chamado Luigi Lucheni.
Globalmente é conhecida pelo seu apelido, originalmente Sisi, mas grafado como Sissi na trilogia de filmes do diretor Ernst Marischka, que contribuíram decisivamente para a popularização deste apodo. Alguns autores sustentam que seu apelido teria sido Lisi, derivado de Isabel (Elisabeth em alemão).
Pertencente à Casa de Wittelsbach, nascida com a dignidade de duquesa na Baviera e tratamento de Sua Alteza Real, era filha do duque Maximiliano na Baviera e da princesa Luísa da Baviera.

## Biografia

### Juventude

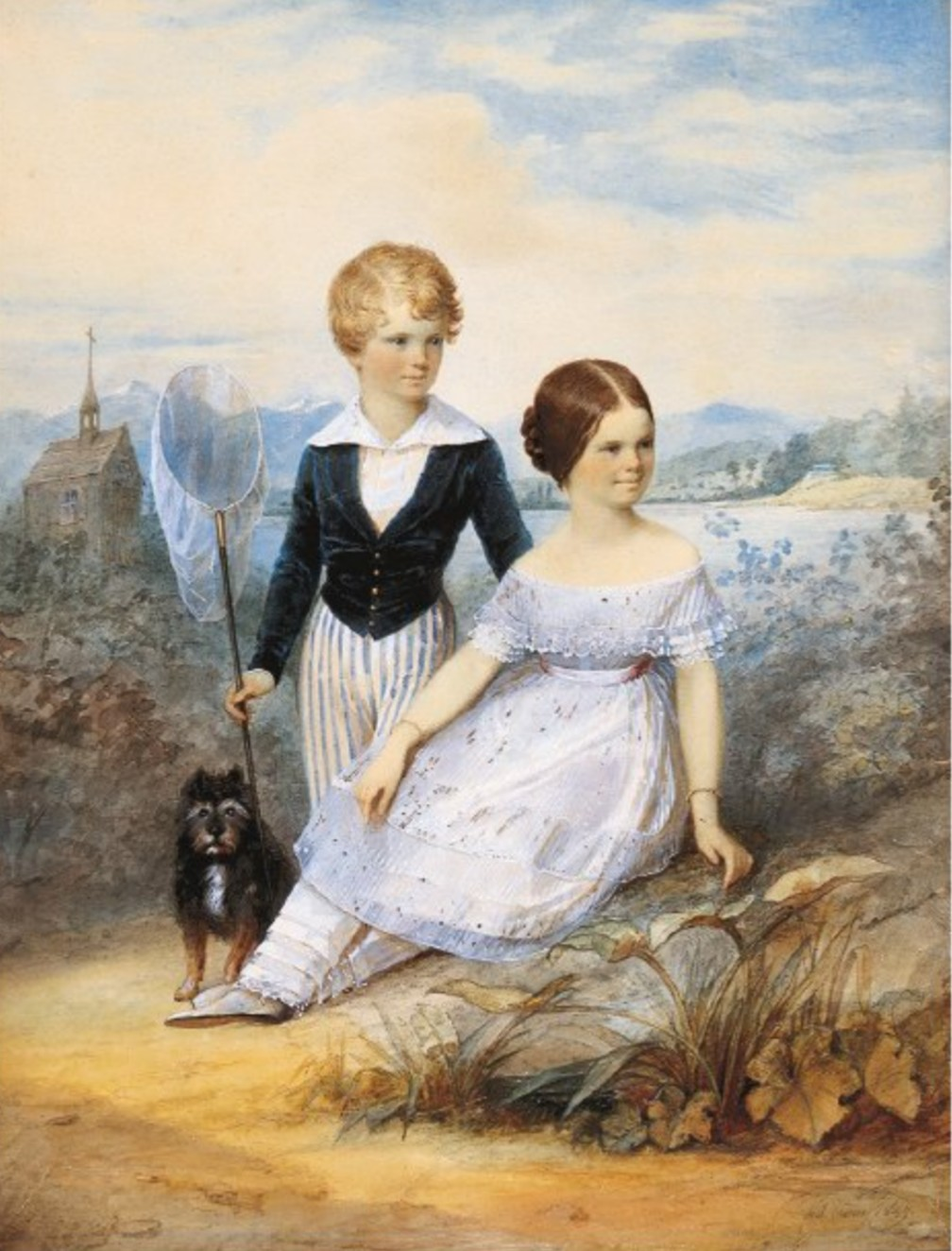
Sissi aos 11 anos em 1848 com seu irmão Carlos Teodoro, e seu cachorro "Bummerl" no Castelo de Possenhofen.

Nascida Elisabeth Amalie Eugenie na noite do dia 24 de dezembro de 1837 em Munique, Baviera, ela era a segunda filha do duque Maximiliano José na Baviera e da princesa Luísa da Baviera, meia-irmã do rei Luís I da Baviera. Maximiliano era considerado bastante peculiar; ele tinha um amor profundo por circos e viajou pelo interior da Baviera para escapar de suas obrigações. As casas da família eram o Herzog-Max-Palais em Munique durante o inverno e o Castelo de Possenhofen nos meses de verão, longe dos protocolos da corte. "Sisi" e seus irmãos cresceram em um ambiente muito desenfreado e não estruturado; ela frequentemente cabulava as aulas para passear pelo campo.

### Casamento
Em 1853, a princesa Sofia da Baviera, mãe do imperador Francisco José, de 23 anos, preferindo ter uma sobrinha como nora em vez de uma estranha, arranjou um casamento entre seu filho e a filha mais velha de sua irmã Luísa, Helena. Embora o casal nunca tenha se conhecido, a obediência de Francisco era considerada natural pela arquiduquesa, que já foi descrita como "o único homem em Hofburg" por sua maneira autoritária. A duquesa e Helena foram convidadas a viajar para o resort de Bad Ischl na Alta Áustria para receber sua proposta formal de casamento. Sissi, de quinze anos, acompanhou a mãe e a irmã e elas viajaram de Munique em vários ônibus. Chegaram atrasados porque a Duquesa, com tendência à enxaqueca, teve de interromper a viagem; o treinador com seus vestidos de gala nunca chegou. A família ainda estava de luto pela morte de uma tia, então eles se vestiram de preto e não puderam mudar para roupas mais adequadas antes de conhecer o jovem imperador. Embora o preto não combinasse com a cor escura de Helena, de dezoito anos, fazia o louro de sua irmã mais nova parecer mais impressionante por contraste. Helena era uma jovem piedosa e quieta, e ela e Francisco não se sentiam à vontade na companhia um do outro, mas ele ficou instantaneamente apaixonado por sua irmã mais nova. Ele não propôs casamento a Helena, mas desafiou sua mãe e informou-a de que se ele não pudesse ter Isabel, ele não se casaria. Cinco dias depois, seu noivado foi oficialmente anunciado. O casal se casou oito meses depois em Viena, na Catedral Agostiniana de Viena, em 24 de abril de 1854. O casamento foi finalmente consumado três dias depois, e Isabel recebeu um dote equivalente a US$ 240 000, em valores de 2015.

### Imperatriz da Áustria
Depois de desfrutar de uma infância informal e desestruturada, Isabel, que era tímida e introvertida por natureza e mais ainda entre a sufocante formalidade da vida na corte dos Habsburgos, teve dificuldade em se adaptar ao Hofburg e seus rígidos protocolos e etiqueta estrita. Em poucas semanas, Isabel começou a apresentar problemas de saúde: ela tinha acessos de tosse e ficava ansiosa e assustada sempre que precisava descer uma escada estreita e íngreme.

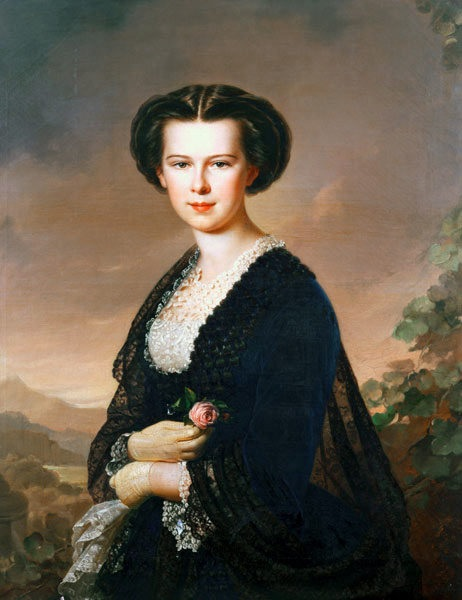
A jovem Imperatriz Sissi em 1856 por Anton Einsle.

Ela ficou surpresa ao descobrir que estava grávida e deu à luz sua primeira criança, uma filha, a arquiduquesa Sofia da Áustria (1855-1857), apenas dez meses após seu casamento. A arquiduquesa Sofia da Baviera, que muitas vezes se referia a Isabel como uma "jovem mãe boba". não só deu o nome da criança sem consultar a mãe, mas assumiu o controle total do bebê, recusando-se a permitir que Isabel amamentasse ou cuidasse de sua própria filha. Quando uma segunda filha, a arquiduquesa Gisela da Áustria (1856–1932), nasceu um ano depois, a arquiduquesa também tirou o bebê de Isabel.
 

O fato de ela não ter gerado um herdeiro homem tornava Isabel cada vez mais indesejada no palácio. Um dia ela encontrou um panfleto em sua mesa com as seguintes palavras sublinhadas:
“[…] O destino natural de uma rainha é dar um herdeiro ao trono. Se a Rainha tiver a sorte de fornecer ao Estado um Príncipe Herdeiro, este deve ser o fim de sua ambição, ela não deve de forma alguma se intrometer no governo de um Império, cujo cuidado não é tarefa das mulheres. Se a rainha não tiver filhos, ela é apenas uma estrangeira no estado, e uma estrangeira muito perigosa também. Pois como ela nunca pode esperar ser vista com bons olhos aqui, e deve sempre esperar ser enviada de volta de onde veio, ela sempre buscará ganhar o Rei por outros meios que não os naturais; ela lutará por posição e poder por meio da intriga e da semeadura da discórdia, para o mal do Rei, da nação e do Império […]”.
A sogra dela é geralmente considerada a fonte do panfleto malicioso. A acusação de intromissão política referia-se à influência de Isabel sobre seu marido em relação a seus súditos italianos e húngaros. Quando ela viajou para a Itália com ele, ela o persuadiu a mostrar misericórdia para com os prisioneiros políticos. Em 1857, Isabel visitou a Hungria pela primeira vez com seu marido e duas filhas, e isso deixou uma impressão profunda e duradoura sobre ela, provavelmente porque na Hungria ela encontrou um alívio bem-vindo das restrições da vida na corte austríaca. Foi "a primeira vez que Isabel se encontrou com homens de caráter no reino de Francisco José, e ela conheceu uma independência aristocrática que desprezava esconder seus sentimentos por trás de formas corteses de fala […] Ela sentiu seu íntimo se manifestar em solidariedade às pessoas orgulhosas e firmes desta terra […]". Ao contrário da sua sogra, a arquiduquesa Sofia, que desprezava os húngaros, Isabel sentia tal afinidade por eles que começou a aprender húngaro; o país retribuiu em sua adoração por ela. 
Essa mesma viagem foi trágica, pois os dois filhos de Isabel ficaram doentes. Enquanto Gisela se recuperava rapidamente, Sofia, de dois anos, foi ficando cada vez mais fraca e depois morreu no dia 29 de maio de 1857 com 2 anos. Hoje, geralmente se presume que ela morreu de tifo. Sua morte empurrou Isabel, que já era propensa a crises de melancolia, a períodos de profunda depressão, que a assombrariam pelo resto de sua vida. Ela se afastou de sua filha viva, começou a negligenciá-la e seu relacionamento nunca se recuperou. Em dezembro de 1857, Isabel engravidou pela terceira vez em tantos anos, e sua mãe, que se preocupava com a saúde física e mental de sua filha, esperava que esta nova gravidez a ajudasse a se recuperar.

### Regime físico

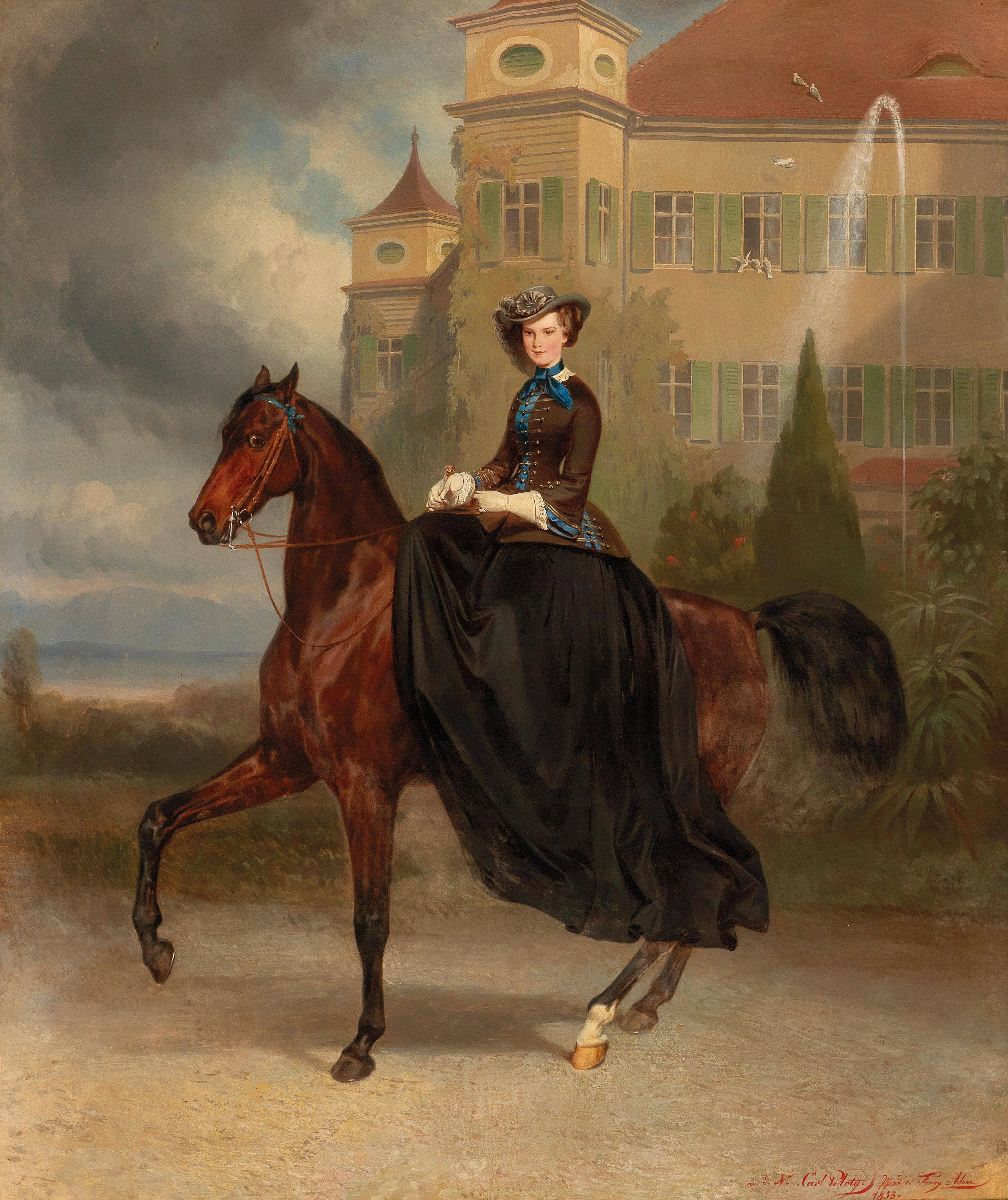
Retrato equestre de Isabel no Castelo de Possenhofen, com 15 anos de idade, 1853.

Com 1,72 m de altura, Isabel era excepcionalmente alta. Mesmo depois de três gestações, ela manteve seu peso em aproximadamente 50 kg (110 libras, 7ª 12 libras) pelo resto de sua vida. Ela conseguiu isso por meio de jejum e exercícios, como ginástica e equitação. 
Em profundo luto após a morte de sua filha, Sofia, Isabel recusou-se a comer por dias; um comportamento que reapareceria em períodos posteriores de melancolia e depressão. Enquanto ela já jantava com a família, ela agora começou a evitar isso; e se comia com eles, comia rapidamente e muito pouco. Sempre que seu peso ameaçava ultrapassar os cinquenta quilos, uma "cura pelo jejum" ou "cura da fome" se seguia, que envolvia um jejum quase completo. A própria carne muitas vezes a enchia de nojo; então, ou ela tinha o suco de bifes meio crus espremidos em uma sopa rala, ou então aderiu a uma dieta de leite e ovos. 
Isabel enfatizou sua extrema magreza através da prática do "laço apertado". Durante o período de pico de 1859-60, que coincidiu com as derrotas políticas e militares de Francisco José na Itália, seu afastamento sexual de seu marido após três gestações em rápida sucessão e sua perda de batalha com sua sogra pelo domínio na criação seus filhos, ela reduziu sua cintura para 40 cm (16 polegadas) de circunferência. Os espartilhos da época eram do tipo busk dividido, prendendo-se na frente com ganchos e olhais, mas Isabel tinha uns mais rígidos, com frente sólida, feitos de couro em Paris, "como os das cortesãs parisienses", provavelmente para aguentar o estresse de um laço tão extenuante, "um procedimento que às vezes demorava uma hora". O fato de ela os usar apenas por algumas semanas, pode indicar que mesmo o couro se mostrou inadequado para suas necessidades. A exibição desafiadora e exagerada de Isabel irritou sua sogra, que esperava que ela ficasse grávida continuamente.
Embora em seu retorno a Viena em agosto de 1862, uma dama de companhia relatou que "ela se alimentava bem, dormia bem e não usava mais renda justa", suas roupas desta época até sua morte ainda mediam apenas 18 1/2 - 19 1/2 polegadas em torno da cintura, o que levou o Príncipe de Hesse a descrevê-la como “quase desumanamente esguia”. Ela desenvolveu um horror por mulheres gordas e transmitiu essa atitude para sua filha mais nova, Maria Valéria, que ficou apavorada quando, ainda menina, conheceu a Rainha Vitória.

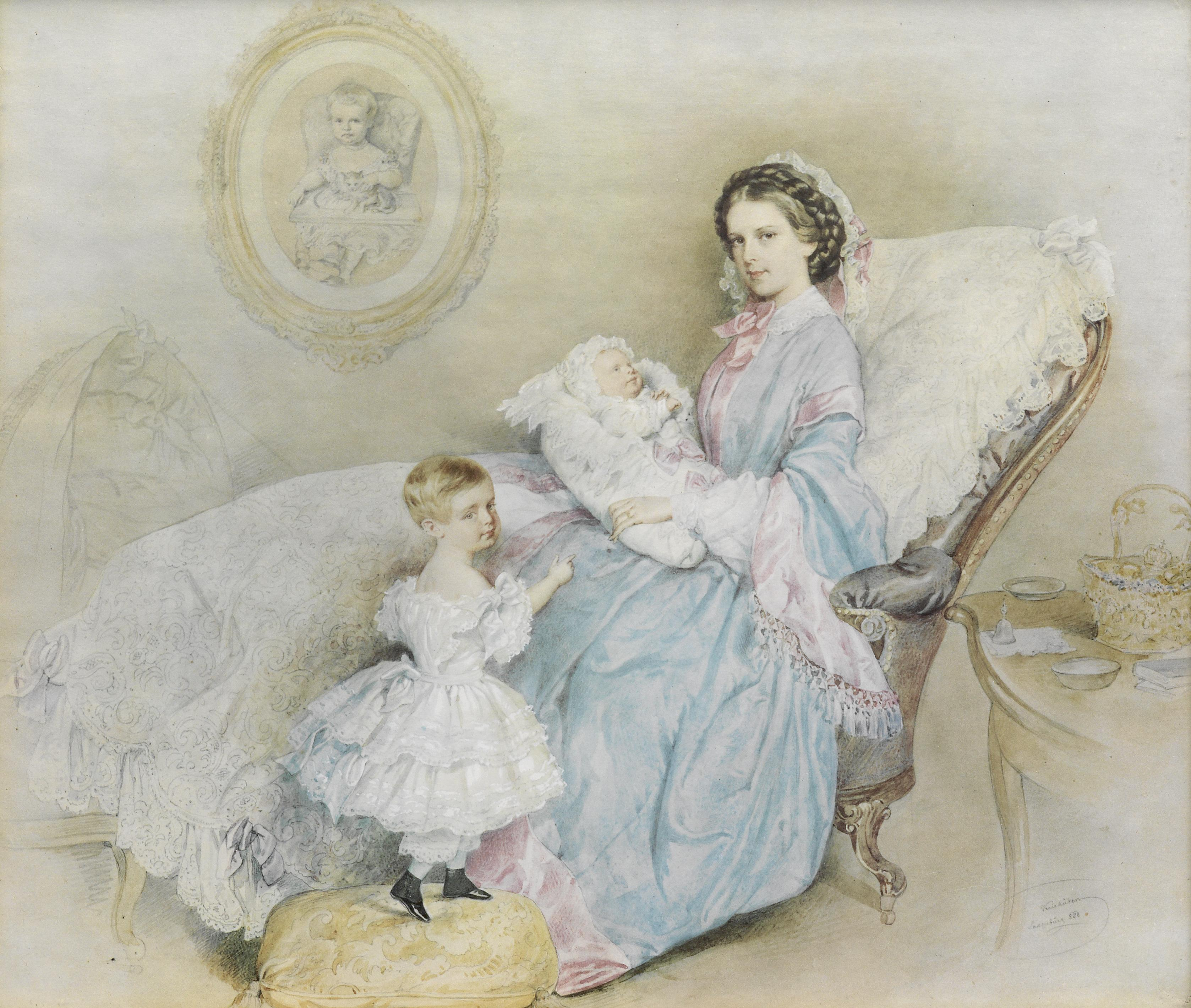
A imperatriz com suas duas filhas e um retrato da falecida arquiduquesa Sofia Frederica, 1858.

Em sua juventude, Isabel seguiu a moda da época, que por muitos anos foram saias de aro com crinolina em gaiola, mas quando a moda começou a mudar, ela estava na vanguarda de abandonar a saia de aro por uma silhueta mais justa e esguia. Ela não gostava tanto de equipamentos caros quanto do protocolo que ditava mudanças constantes de roupas, preferindo trajes simples e monocromáticos como um hábito de montaria. Ela nunca usou anáguas ou qualquer outra "roupa de baixo", pois adicionavam volume, e muitas vezes era literalmente costurada em suas roupas, para contornar cós, vincos e rugas e para enfatizar ainda mais a "cintura de vespa" que se tornou sua marca registrada.
A imperatriz desenvolveu hábitos de exercício extremamente rigorosos e disciplinados. Cada castelo em que ela morava era equipado com um ginásio, o Salão dos Cavaleiros de Hofburg foi convertido em um, esteiras e vigas de equilíbrio foram instaladas em seu quarto para que ela pudesse praticar nelas todas as manhãs, e a villa imperial em Ischl foi instalada com espelhos gigantes para que ela pudesse corrigir todos os movimentos e posições. Ela começou a praticar esgrima aos 50 anos com igual disciplina. Uma amazona fervorosa, ela cavalgava todos os dias por horas a fio, tornando-se provavelmente a melhor, e também a mais conhecida, equestre feminina da época. Quando, devido à ciática, ela não aguentava mais longas horas na sela, ela substituiu a caminhada, submetendo seus assistentes a marchas intermináveis e caminhadas em qualquer tempo.
Nos últimos anos de sua vida, Isabel tornou-se ainda mais inquieta e obsessiva, pesando-se até três vezes ao dia. Ela regularmente tomava banhos de vapor para evitar ganho de peso; em 1894 ela definhou e quase emagreceu, atingindo seu ponto mais baixo de 95,7 libras (43,5 kg). Havia algumas aberrações na dieta de Isabel que parecem ser sinais de compulsão alimentar. Em uma ocasião em 1878, a Imperatriz surpreendeu seus companheiros de viagem quando ela inesperadamente visitou um restaurante incógnito, onde bebeu champanhe, comeu um frango grelhado e uma salada italiana, e terminou com uma "quantidade considerável de bolo". Ela pode ter satisfeito seu desejo de comer em segredo em outras ocasiões; em 1881 ela comprou uma casa de campo inglesa e construiu uma escada em espiral da sala de estar para a cozinha, de modo que ela pudesse alcançá-la com privacidade.

### Beleza

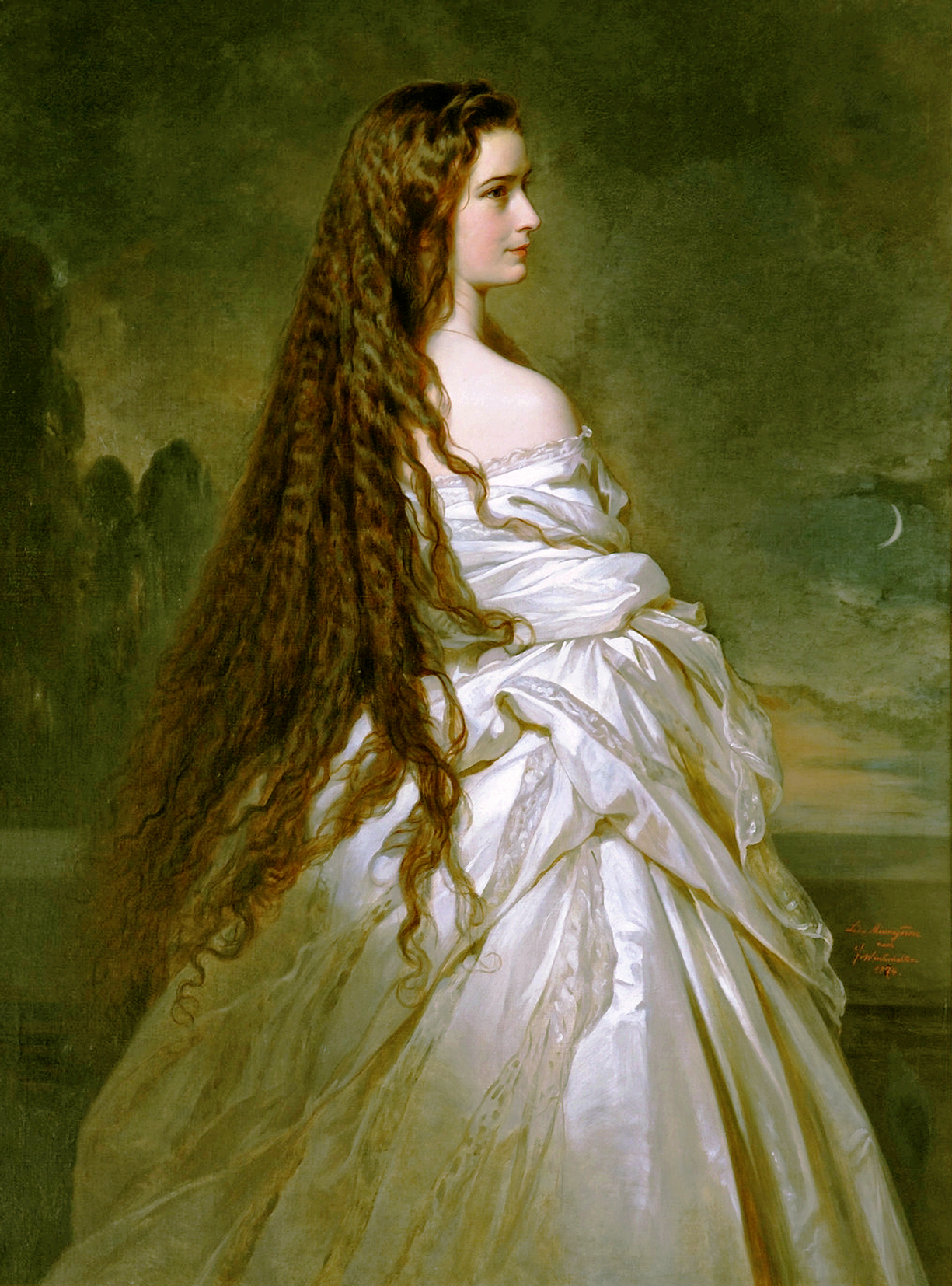
Imperatriz Isabel da Áustria Franz Xaver Winterhalter, 1865.

Além de seu rigoroso regime de exercícios, Isabel praticava rotinas de beleza exigentes. Os cuidados diários com seus cabelos abundantes e extremamente longos, que com o tempo passaram de loiros escuros de sua juventude a castanhos, levavam pelo menos três horas. Seu cabelo era tão comprido e pesado que ela sempre reclamava que o peso das elaboradas tranças duplas e grampos lhe dava dores de cabeça. Sua cabeleireira, Franziska Feifalik, era originalmente uma cabeleireira de palco no Wiener Burgtheater. Responsável por todos os penteados ornamentados de Isabel, ela geralmente a acompanhava em suas andanças. Feifalik foi proibida de usar anéis e obrigada a usar luvas brancas; depois de horas vestindo, trançando e prendendo as tranças da imperatriz, os cabelos que caíram tiveram de ser apresentados em uma tigela de prata à imperatriz para inspeção. Quando seu cabelo era lavado com uma combinação de ovos e conhaque uma vez a cada duas semanas, todas as atividades e obrigações eram canceladas naquele dia. Antes da morte de seu filho, ela encarregou Feifalik de remover os cabelos grisalhos, mas no final de sua vida seu cabelo foi descrito como "abundante, embora com mechas prateadas". Isabel usava essas horas em cativeiro durante a preparação para aprender línguas; ela falava inglês e francês fluentemente e acrescentou o grego moderno aos estudos em húngaro. Seu tutor grego, Constantin Christomanos, descreveu o ritual: 
O cabeleireiro leva quase duas horas, disse ela, e enquanto meu cabelo está ocupado, minha mente fica ociosa. Tenho medo que minha mente escape pelos cabelos e pelos dedos do meu cabeleireiro. Daí minha dor de cabeça depois. A Imperatriz sentou-se a uma mesa que foi movida para o meio da sala e coberta com um pano branco. Ela estava envolta em um penhoar branco amarrado, seu cabelo, solto e indo até o chão, envolvia seu corpo inteiro. 
Isabel usava cosméticos e perfumes com moderação, pois desejava mostrar sua beleza natural. Por outro lado, para preservar sua beleza, ela testou inúmeros produtos de beleza preparados tanto na farmácia da corte quanto por uma dama de companhia em seus próprios aposentos. Ela parecia preferir o "Crème Céleste" (composto de cera branca, espermacete, óleo de amêndoa doce e água de rosas), mas preferia uma grande variedade de tônicos faciais e águas.
Seus rituais noturnos e de dormir eram igualmente exigentes. Isabel dormia sem travesseiro em uma cabeceira de cama de metal, que ela acreditava ser melhor para manter e manter sua postura ereta; vitela crua ou morangos esmagados revestiam sua máscara facial noturna de couro. Ela também era fortemente massageada e costumava dormir com panos embebidos em vinagre de violeta ou de cidra acima dos quadris para preservar sua cintura fina; seu pescoço estava envolto em panos embebidos em água de lavagem em tons de Kummerfeld. Para preservar ainda mais o tom de sua pele, ela tomava um banho frio todas as manhãs (o que anos mais tarde agravava sua artrite) e um banho de azeite à noite.
Depois dos trinta e dois anos, ela decidiu que não queria que a imagem pública da beleza eterna fosse desafiada. Portanto, ela não se sentou mais para retratos e não permitiu nenhuma fotografia. As poucas fotos tiradas sem o seu conhecimento mostram uma mulher “graciosa, mas quase esguia demais”.

### Casamento

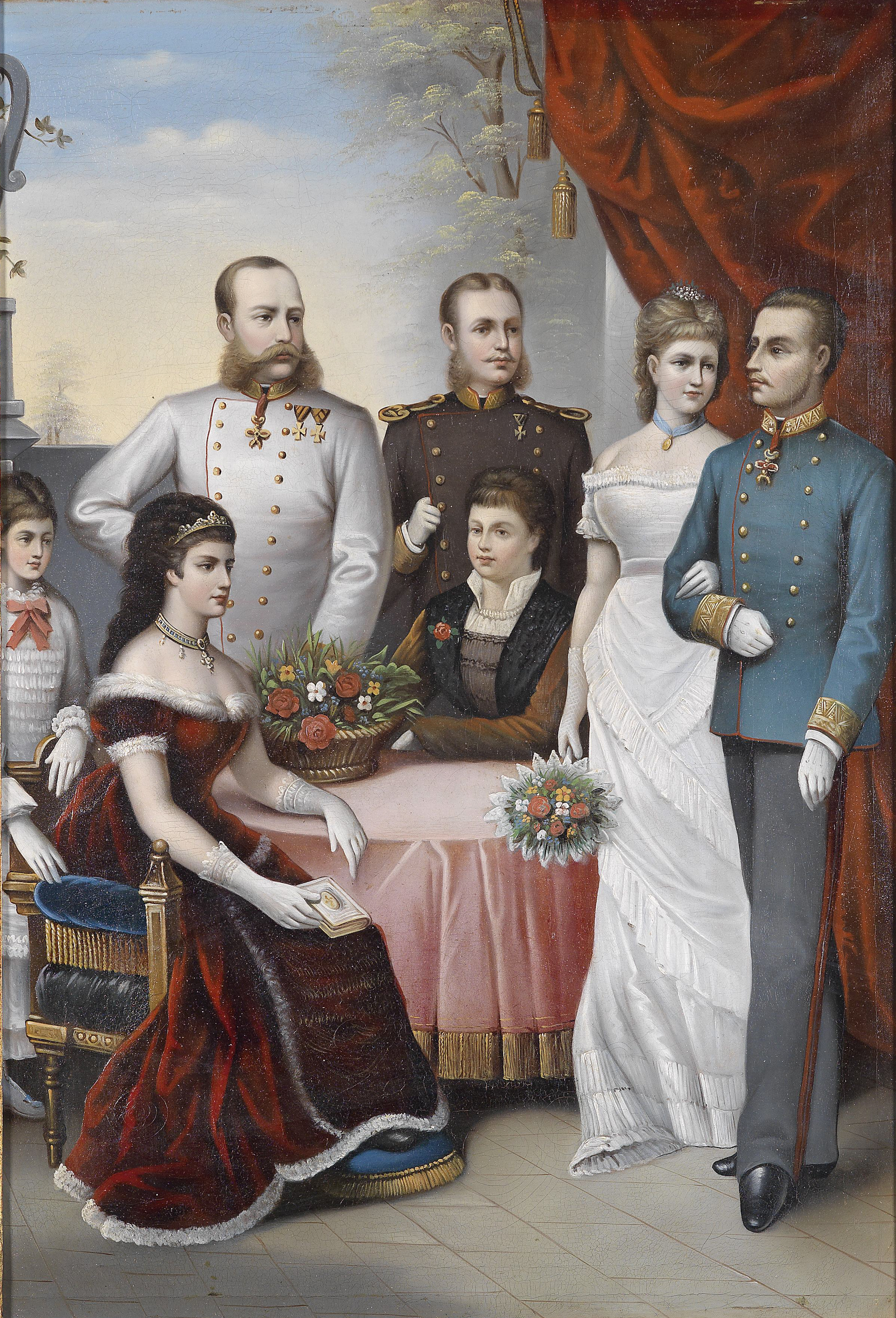
Elizabeth e toda sua familia real, com seu esposo e filhos em 1882.

Francisco José estava apaixonado pela esposa, mas ela não correspondia totalmente aos seus sentimentos e se sentia cada vez mais sufocada pela rigidez da vida na corte. Ele era um homem sóbrio e sem imaginação, um reacionário político que ainda era guiado por sua mãe e sua adesão ao rigoroso Cerimonial da Corte Espanhola em relação a sua vida pública e doméstica, enquanto Isabel habitava um mundo completamente diferente. Inquieta a ponto de hiperatividade, naturalmente introvertida e emocionalmente distante do marido, ela fugia dele, bem como de seus deveres de vida na corte, evitando os dois tanto quanto podia. Ele se permitiu a este comportamento, mas constantemente e sem sucesso tentou levá-la para uma vida mais doméstica com ele. 
Isabel dormia muito pouco e passava horas lendo e escrevendo à noite, e até começou a fumar, um hábito chocante para as mulheres que a tornava objeto de fofoca, que era ávida. Ela tinha um interesse especial por história, filosofia e literatura, e desenvolveu uma profunda reverência pelo poeta lírico alemão e pensador político radical, Heinrich Heine, cujas cartas ela colecionou.
Ela tentou fazer seu nome escrevendo poesia inspirada em Heine. Referindo-se a si mesma como Titânia, a Rainha das Fadas de Shakespeare, Isabel expressou seus pensamentos íntimos e desejos em um grande número de poemas românticos, que serviram como uma espécie de diário secreto. A maior parte de sua poesia relaciona-se com suas viagens, temas clássicos gregos e românticos e comentários irônicos sobre a dinastia dos Habsburgos. Isabel era uma mulher emocionalmente complexa, e talvez devido à melancolia e excentricidade que era considerada uma característica de sua linhagem Wittelsbach (o membro mais conhecido da família sendo seu primo favorito, o excêntrico Luís II da Baviera),  ela estava interessada no tratamento de doentes mentais. Em 1871, quando o imperador lhe perguntou o que ela gostaria de presente para o dia de seu santo, ela listou um jovem tigre e um medalhão, mas: "[…] um asilo para lunáticos totalmente equipado me agradaria mais".

### Nascimento do Herdeiro

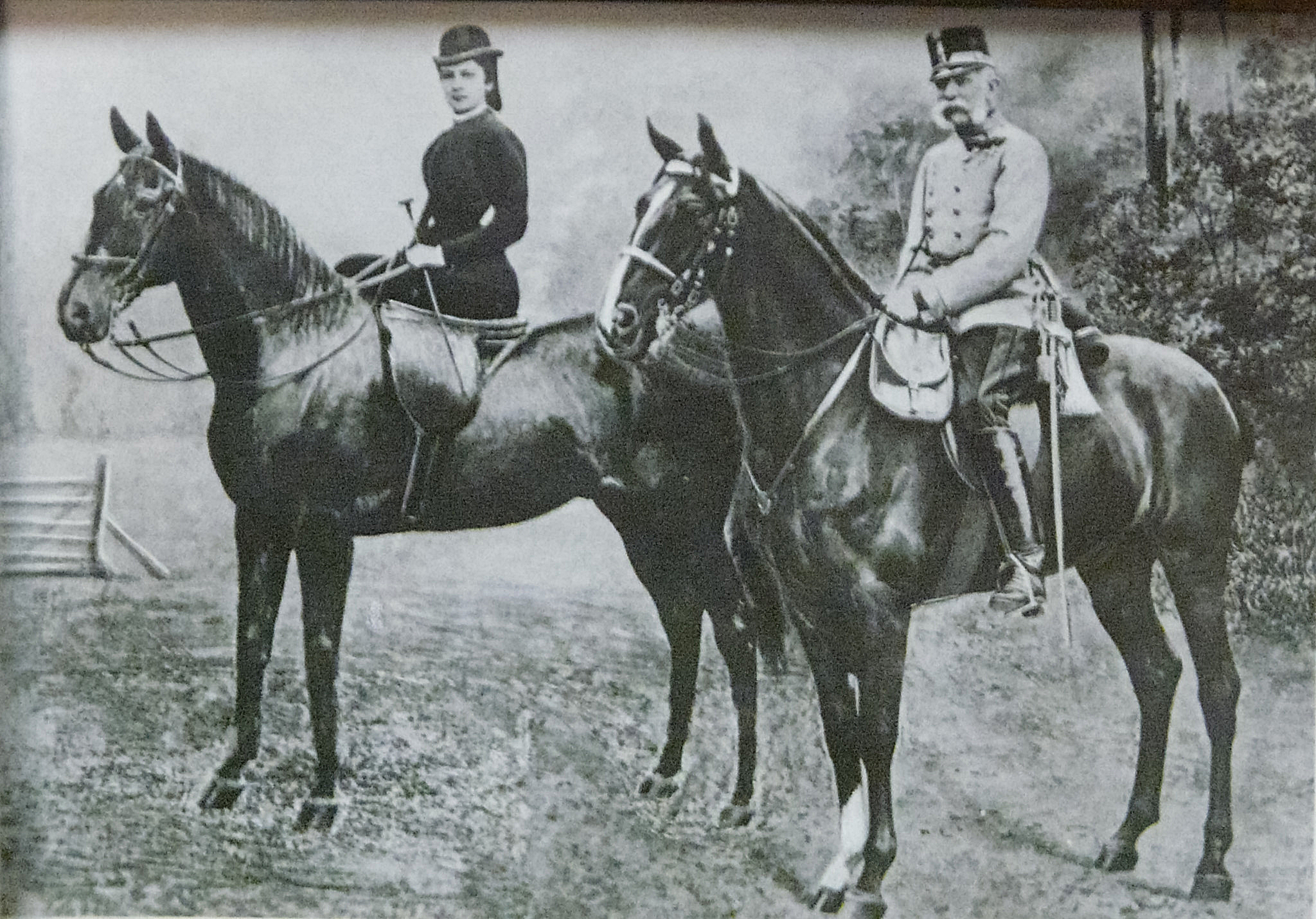
Imperatriz Isabel com o Imperador Francisco José (antes de 1898).

Em 21 de agosto de 1858, Isabel finalmente deu à luz um herdeiro, Rodolfo (1858-1889). A saudação de 101 tiros anunciando a notícia de boas-vindas a Viena também sinalizou um aumento em sua influência na corte. Isso, combinado com sua simpatia para com a Hungria, fez de Isabel uma mediadora ideal entre os magiares e o imperador. Seu interesse pela política se desenvolveu à medida que ela amadurecia; ela tinha uma mente liberal e se colocou decisivamente do lado húngaro no crescente conflito de nacionalidades dentro do império .
Isabel era uma defensora pessoal do conde húngaro Gyula Andrássy, que também havia rumores de ser seu amante. Sempre que negociações difíceis eram interrompidas entre os húngaros e a corte de Viena, elas eram retomadas com a ajuda dela. Durante essas negociações prolongadas, Isabel sugeriu ao imperador que Andrássy fosse feito o primeiro-ministro da Hungria como parte de um acordo e, em uma tentativa enérgica de reunir os dois homens.
Quando Isabel ainda estava impedida de controlar a criação e a educação de seu filho, ela se rebelou abertamente. Devido a seus ataques nervosos, curas de jejum, regime de exercícios severos e frequentes acessos de tosse, o estado de sua saúde tornou-se tão alarmante que em outubro de 1860 ela sofreu não apenas de "doença verde" (anemia), mas também de exaustão física. Uma grave queixa pulmonar de "Lungenschwindsucht" (tuberculose) era temida pelo Dr. Skoda, um especialista em pulmão, que aconselhou uma estadia na Madeira. Durante este tempo, a corte estava repleto de rumores maliciosos de que Francisco José estava tendo uma ligação com uma atriz chamada Frau Roll, levando à especulação hoje de que os sintomas de Isabel podem ter sido qualquer coisa, desde psicossomáticos a um resultado de doença venérea.

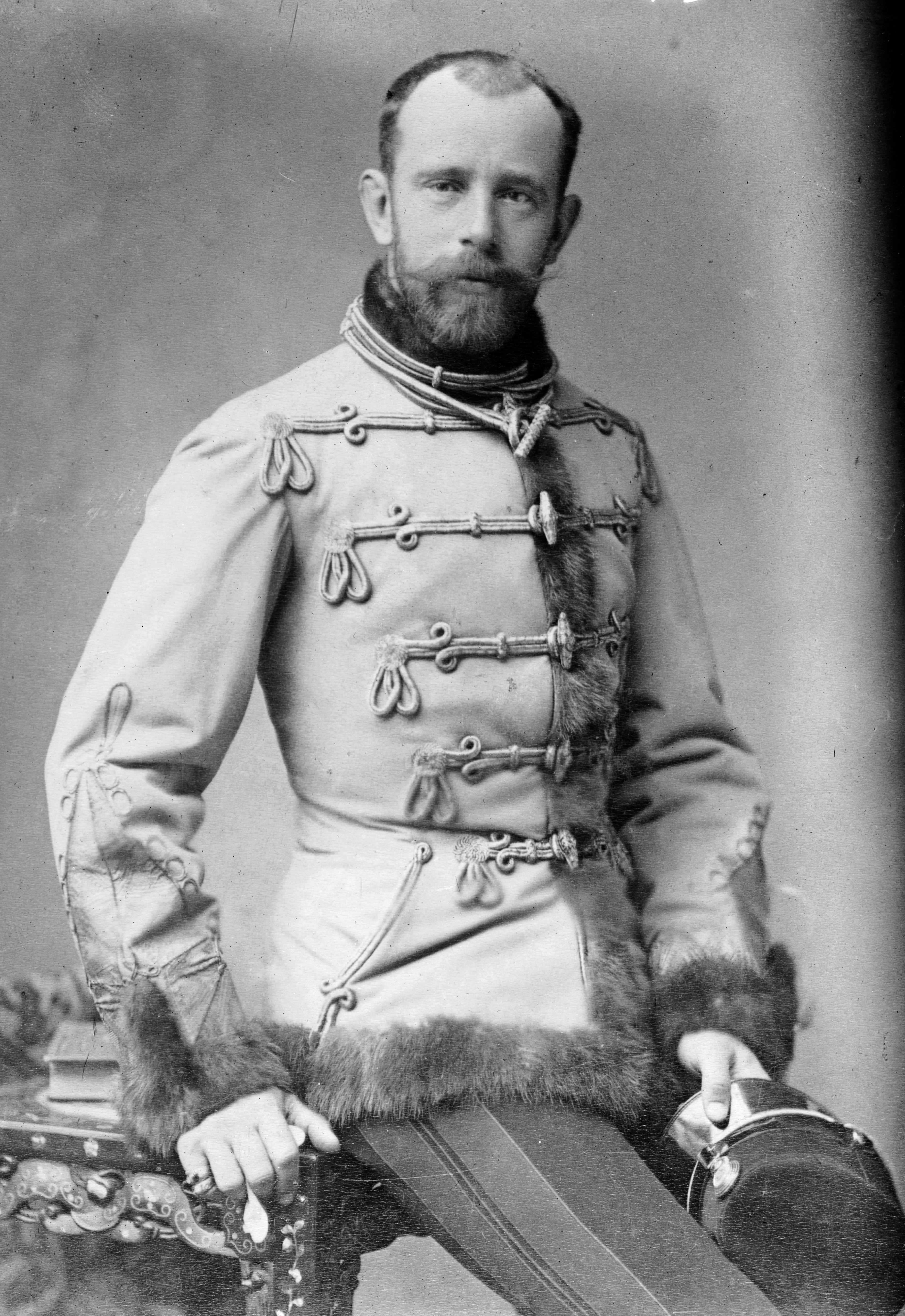
O príncipe Rodolfo em 1887, aos 28 anos.

Isabel agarrou-se à desculpa e deixou o marido e os filhos para passar o inverno reclusa. Seis meses depois, apenas quatro dias após seu retorno a Viena, ela teve novamente acessos de tosse e febre. Ela quase não comia e dormia mal, e o Dr. Skoda observou uma recorrência de sua doença pulmonar. Uma nova cura por repouso foi aconselhada, desta vez em Corfu, onde ela melhorou quase imediatamente. Se suas doenças eram psicossomáticas, diminuindo quando ela foi afastada do marido e de suas obrigações, seus hábitos alimentares também estavam causando problemas físicos. Em 1862 ela não via Viena havia um ano quando seu médico de família, Dr. Fischer de Munique, a examinou e observou anemia grave e sinais de "hidropisia" (edema). Seus pés às vezes ficavam tão inchados que ela só conseguia andar com dificuldade e com o apoio de outras pessoas. A conselho médico, ela foi para Bad Kissingen para uma cura. Isabel se recuperou rapidamente no spa, mas em vez de voltar para casa para acalmar os boatos sobre sua ausência, ela passou mais tempo com sua própria família na Baviera. Em agosto de 1862, após uma ausência de dois anos, ela voltou pouco antes do aniversário do marido, mas imediatamente sofreu de uma violenta enxaqueca e vomitou quatro vezes no caminho, o que pode apoiar a teoria de que algumas de suas queixas eram relacionadas ao estresse e psicossomáticas. 
Rodolfo tinha agora quatro anos e Francisco José esperava outro filho para salvaguardar a sucessão. O Dr. Fischer alegou que a saúde da imperatriz não permitiria outra gravidez, e ela teria que ir regularmente a Kissingen para uma cura. Isabel caiu em seu antigo padrão de escapar do tédio e do protocolo da corte enfadonho por meio de caminhadas e cavalgadas frequentes, usando sua saúde como desculpa para evitar as obrigações oficiais e a intimidade sexual. Preservar sua aparência jovem também foi uma influência importante para evitar a gravidez:
“Os filhos são a maldição de uma mulher, pois quando vêm afastam a Beleza, que é o melhor presente dos deuses”. 
Ela agora estava mais assertiva em seu desafio ao marido e à sogra do que antes, opondo-se abertamente a eles no assunto da educação militar de Rodolfo, que, como sua mãe, era extremamente sensível e não adequado para a vida na corte.

### Coroação húngara

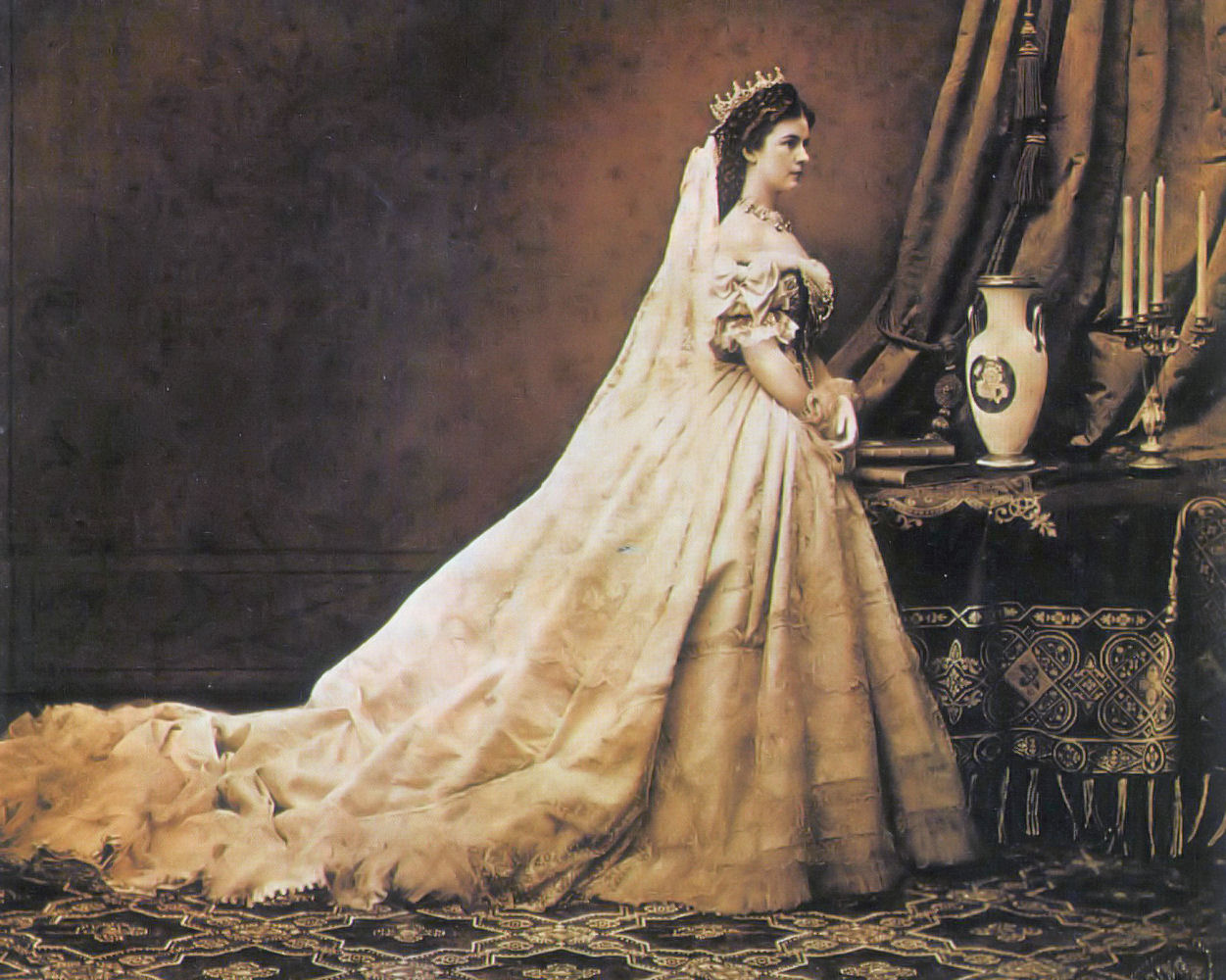
Fotografia de Isabel como Rainha da Hungria.

Depois de usar todas as desculpas para evitar a gravidez, Isabel decidiu mais tarde que queria um quarto filho. A sua decisão foi ao mesmo tempo uma escolha pessoal deliberada e uma negociação política: ao regressar ao casamento, ela garantiu que a Hungria, com a qual sentia uma intensa aliança emocional, ganharia igualdade com a Áustria.
O Compromisso Austro-Húngaro de 1867 criou a monarquia dual da Áustria-Hungria. Andrássy foi feito o primeiro primeiro-ministro húngaro e, em troca, ele fez com que Francisco José e Isabel fossem oficialmente coroados Rei e Rainha da Hungria em junho.
Como presente de coroação, a Hungria presenteou o casal real com uma residência de campo em Gödöllő, 32 quilômetros (20 milhas) a leste de Budapeste. No ano seguinte, Isabel viveu principalmente em Gödöllő e Budapeste, deixando seus súditos austríacos negligenciados e ressentidos para trocar rumores de que se o bebê que ela esperava fosse um filho, ela o chamaria de Estêvão, em homenagem ao santo padroeiro e primeiro rei de Hungria. O problema foi evitado quando ela deu à luz uma filha, Maria Valéria (1868–1924). Apelidada de "criança húngara", ela nasceu em Budapeste, dez meses após a coroação de seus pais e foi batizada lá em abril. Determinada a criar sua última filha sozinha, Isabel finalmente conseguiu o que queria. Ela despejou todos os seus sentimentos maternos reprimidos sobre a filha mais nova, a ponto de quase sufocá-la. A influência de Sofia sobre os filhos de Isabel e a corte diminuiu, e ela morreu em 1872.

### Viagens

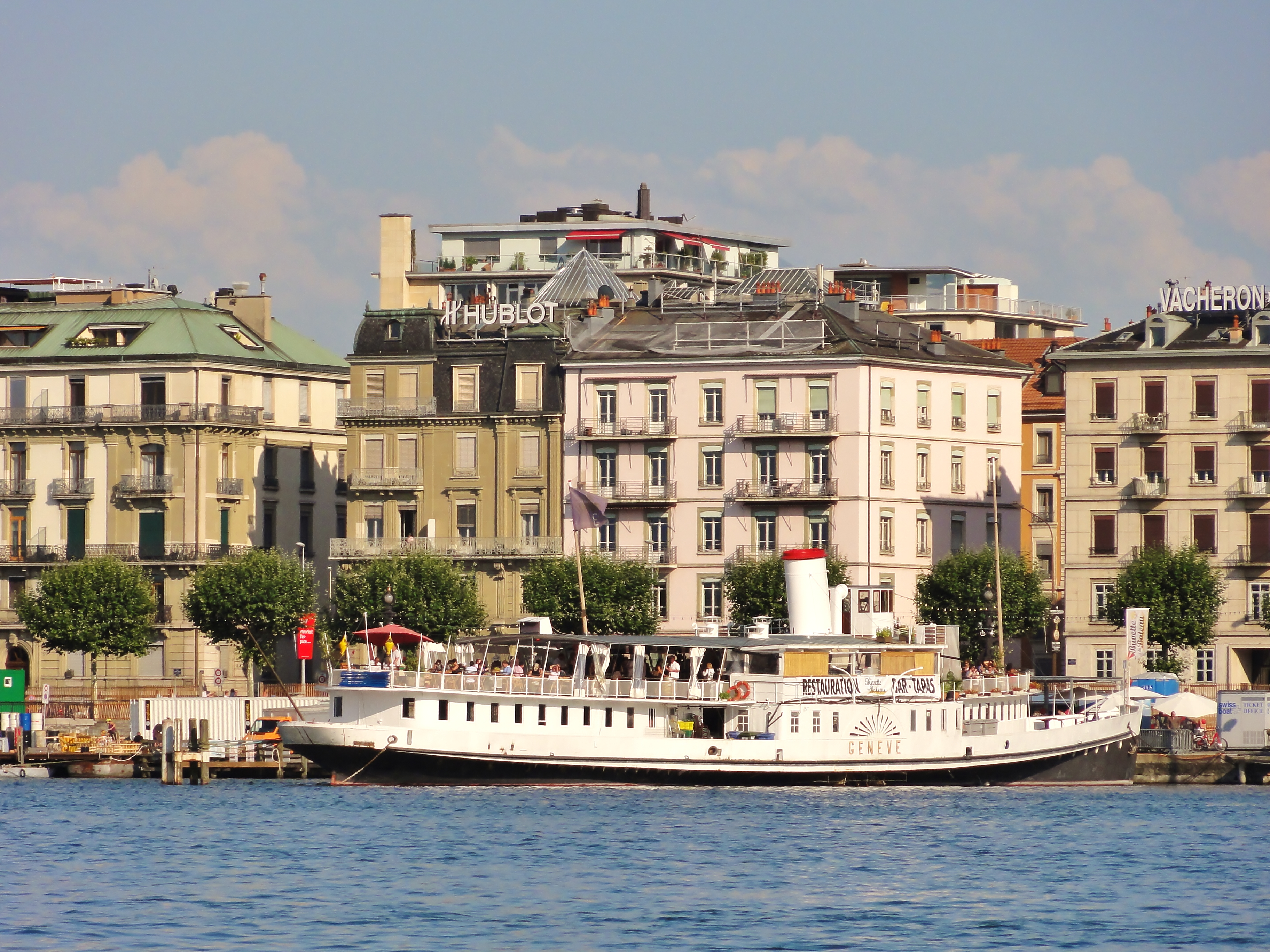
O vapor Genève, última viagem da imperatriz Sissi.

Depois de ter alcançado esta vitória, Isabel não ficou para aproveitá-la, mas em vez disso, embarcou em uma vida de viagens e viu pouco os filhos. “Se eu chegasse a um lugar e soubesse que nunca mais poderia sair dele, toda a estadia seria um inferno apesar de ser um paraíso”. Após a morte de seu filho, Rodolfo, ela encomendou a construção de um palácio na Ilha de Corfu, que chamou de Achilleion. Após sua morte, o prédio foi comprado pelo imperador alemão Guilherme II. Mais tarde, foi adquirido pela Grécia (pela agora conhecida Organização Nacional de Turismo da Grécia) e convertido em museu.
Os jornais publicaram artigos sobre sua paixão por esportes de equitação, dieta e regimes de exercícios e senso de moda. Ela costumava fazer compras na casa de moda de Budapeste, Antal Alter (agora Alter és Kiss), que se tornou muito popular entre a multidão enlouquecida por moda. Os jornais também noticiaram uma série de amantes de renome. Embora não haja nenhuma evidência verificável de que ela tenha um caso, um de seus supostos amantes foi George "Bay" Middleton, um elegante anglo-escocês. Ele havia sido nomeado como o provável amante de Lady Henrietta Blanche Hozier e pai de Clementine Ogilvy Hozier (a esposa de Winston Churchill). Para evitar que ele ficasse sozinho durante suas longas ausências, Isabel encorajou o relacionamento próximo de seu marido Francisco com a atriz Katharina Schratt. 
Em suas viagens, Isabel procurou evitar toda a atenção do público e multidões. Ela viajava principalmente incógnita, usando pseudônimos como "Condessa de Hohenembs". Ela também se recusou a encontrar monarcas europeus quando não tinha vontade. Em suas caminhadas em alta velocidade, que duravam várias horas, ela era acompanhada principalmente por seus professores de grego ou por suas damas de companhia. A condessa Irma Sztáray, sua última dama de companhia, descreve a imperatriz reclusa e altamente sensível como um personagem natural, liberal e modesto, como uma boa ouvinte e observadora atenta com grande intelecto.

### Incidente de Mayerling
Em 1889, a vida de Isabel foi destruída pela morte de seu único filho Rodolfo, que foi encontrado morto junto com sua jovem amante, a Baronesa Mary Vetsera, no que se suspeitou ser um assassinato-suicídio da parte de Rodolfo. O escândalo ficou conhecido como Incidente de Mayerling, devido à localização do pavilhão de caça de Rodolfo na Baixa Áustria, onde foram encontrados . 

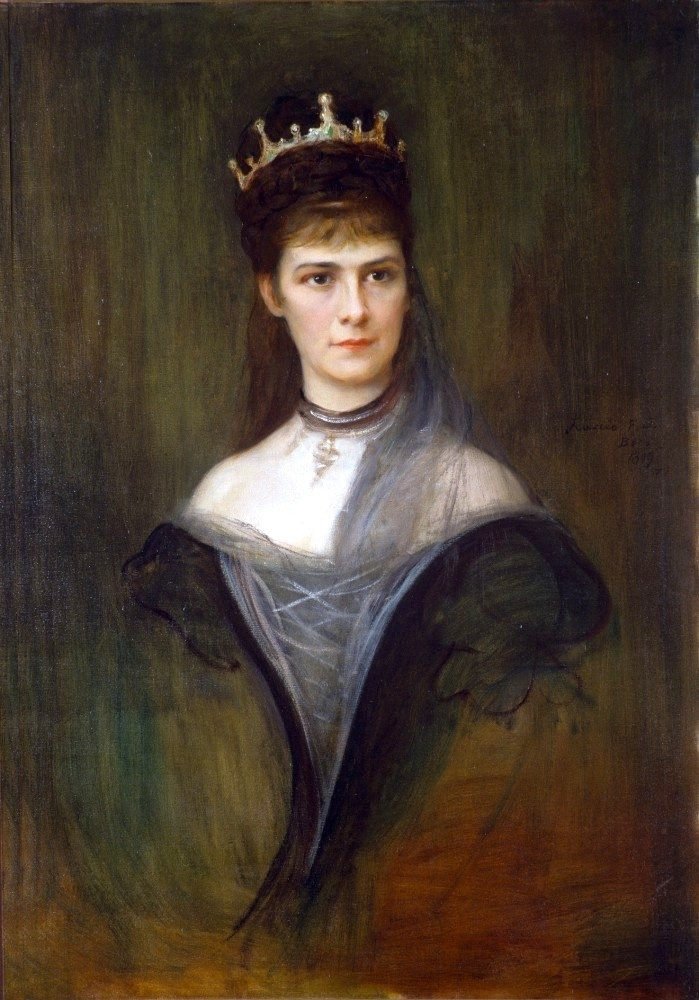
Isabel em vestido de luto por Philip de László, 1899.

Isabel nunca se recuperou da tragédia, afundando ainda mais na melancolia. Em poucos anos, ela perdeu seu pai, Maximiliano José (em 1888), seu único filho, Rodolfo (1889), sua irmã, a duquesa Sofia Carlota da Baviera (1897), Helena (1890) e sua mãe, Luísa (1892). Após a morte de Rodolfo, ela teria se vestido apenas de preto pelo resto de sua vida, embora um vestido azul claro e creme descoberto pelo Museu Sisi de Hofburg seja dessa época. Para agravar suas perdas, o conde Gyula Andrássy morreu um ano depois, em 18 de fevereiro de 1890. "Meu último e único amigo está morto", lamentou ela. A princesa Maria Valéria declarou: "[…] ela se apegou a ele com amizade verdadeira e inabalável como talvez, a nenhuma outra pessoa.". Quer sua relação pessoal fosse íntima ou não, seus sentimentos por ele eram os mesmos que ela sentia por seu país, e que ela sabia serem correspondidos de todo o coração pelos magiares.
O escândalo Mayerling aumentou o interesse do público por Isabel, e ela continuou a ser um ícone e uma sensação por si só, onde quer que fosse. Ela usava longos vestidos pretos que podiam ser abotoados na parte inferior, e carregava uma sombrinha branca feita de couro, além de um leque para esconder o rosto dos curiosos. Isabel passou pouco tempo em Viena com o marido. Sua correspondência aumentou durante seus últimos anos, entretanto, e seu relacionamento tornou-se uma amizade calorosa. Em seu navio imperial, Miramar, a Imperatriz Isabel viajou pelo Mediterrâneo. Seus lugares favoritos eram o Cabo Martin, na Riviera Francesa, e também Sanremo, na Riviera da Ligúria, onde o turismo começara apenas na segunda metade do século XIX; Lago Genebra na Suíça; Bad Ischl na Áustria, onde o casal imperial passaria o verão; e Corfu. A Imperatriz também visitou países não normalmente visitados pela realeza europeia na época: Marrocos, Argélia, Malta, Turquia e Egito. O imperador Francisco José I esperava que sua esposa finalmente se estabelecesse em seu palácio de Achilleion em Corfu, mas Sisi logo perdeu o interesse pela propriedade de contos de fadas. As viagens sem fim tornaram-se um meio de fuga para Isabel de sua vida e de sua miséria.

## Assassinato

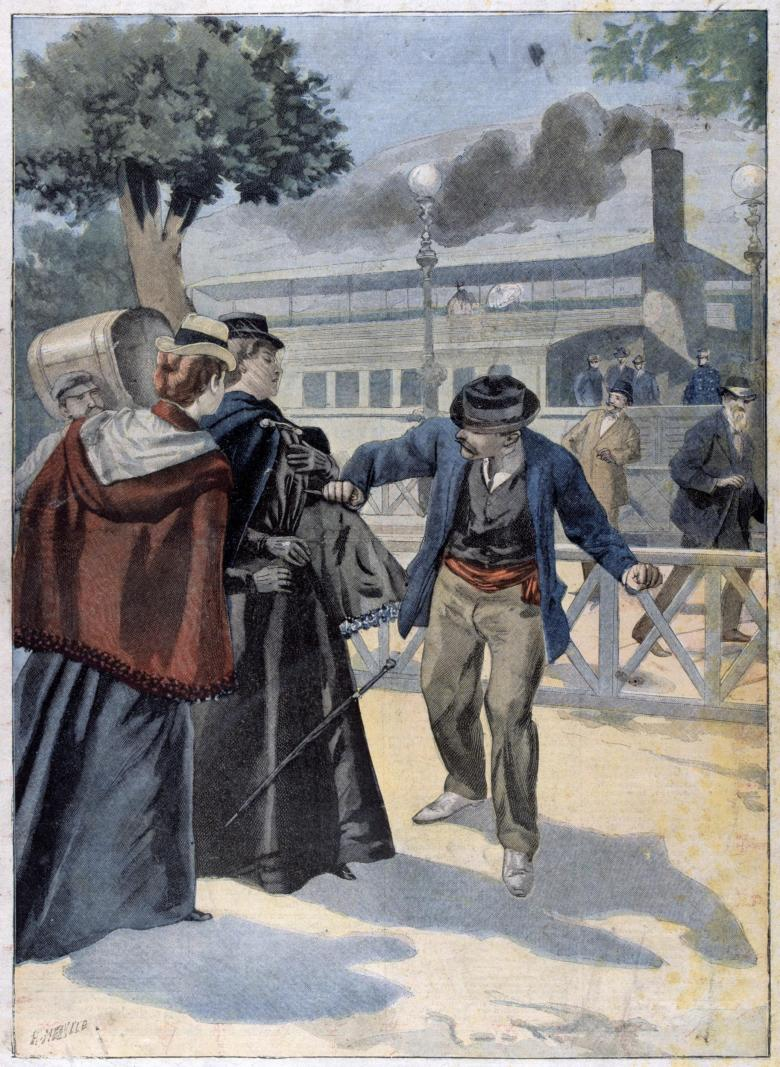
Desenho do exato momento do assassinato de Isabel por Luigi Lucheni, em 1898.

Às 13h35 de sábado, 10 de setembro de 1898, Isabel e a condessa Irma Sztáray, sua dama de companhia, deixaram o hotel às margens do Lago de Genebra a pé para pegar o vapor Genève para Montreux. Visto que a imperatriz desprezava as procissões, ela insistia que andassem sem os outros membros de sua comitiva.

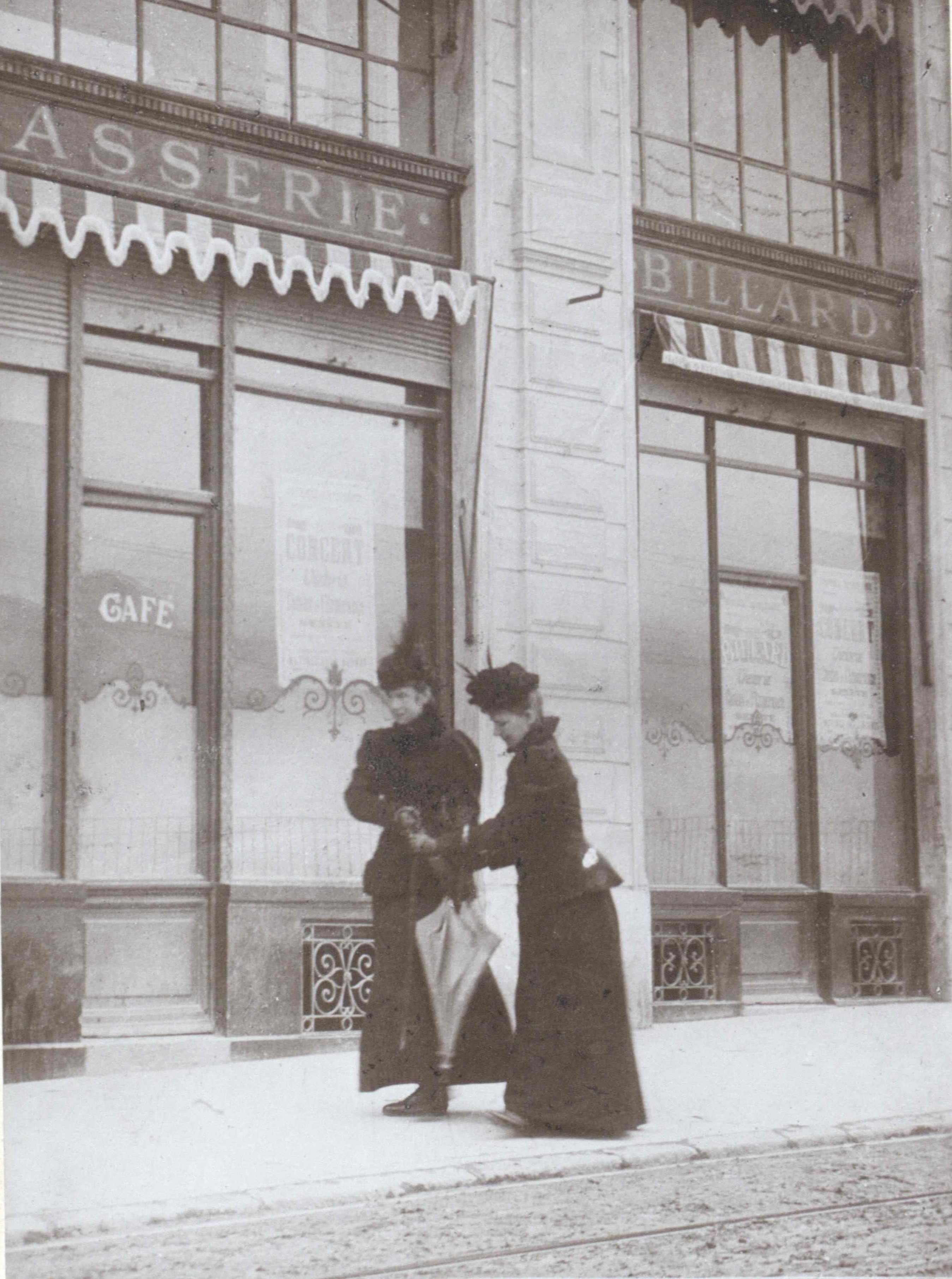
Última fotografia tirada da imperatriz (à esquerda) acompanhada de sua dama de companhia, Irma Sztáray, em 3 de setembro de 1898, em Territet, na Suíça.

Eles estavam caminhando pelo calçadão quando o anarquista italiano Luigi Lucheni, de 25 anos, se aproximou deles, tentando espiar por baixo da sombrinha da imperatriz. Segundo Sztáray, quando o sino do navio anunciava a partida, Lucheni pareceu tropeçar e fez um movimento com a mão como se quisesse manter o equilíbrio. Na verdade, em um ato de "propaganda do feito", ele apunhalou Isabel com uma lima de agulha afiada de 4 polegadas (100 mm) de comprimento (usada para lixar os orifícios de agulhas industriais) que ele inseriu em um cabo de madeira.
Lucheni planejou originalmente matar Luís Filipe, Duque de Orleães; mas o Pretendente ao trono da França havia deixado Genebra mais cedo para o Valais. Não conseguindo encontrá-lo, o assassino escolheu Isabel quando um jornal de Genebra revelou que a elegante mulher que viajava sob o pseudônimo de "Condessa de Hohenembs" era a imperatriz Isabel da Áustria. 
| “ | Sou anarquista por convicção ... Vim a Genebra para matar um soberano, com o objetivo de dar exemplo aos que sofrem e aos que nada fazem para melhorar sua posição social; não importava para mim quem era o soberano que eu deveria matar ... Não foi uma mulher que eu golpeei, mas uma Imperatriz; era uma coroa que eu tinha em vista. | ” |

Depois que Lucheni a golpeou, a imperatriz desabou. Um cocheiro ajudou-a a se levantar e alertou o concierge austríaco do Beau-Rivage, um homem chamado Planner, que observava o progresso da imperatriz em direção ao Genève. As duas mulheres caminharam cerca de 100 jardas (91 m) até o passadiço e embarcaram, quando Sztáray relaxou seu aperto no braço de Isabel. A imperatriz então perdeu a consciência e desabou ao lado dela. Sztáray chamou um médico, mas apenas uma ex-enfermeira, também passageira, estava disponível. O capitão do barco, capitão Roux, desconhecia a identidade de Isabel e como fazia muito calor no convés, aconselhou a condessa a desembarcar e levar seu companheiro de volta ao hotel. Enquanto isso, o barco já estava saindo do porto. Três homens carregaram Isabel até o convés superior e a colocaram em um banco. Sztáray abriu seu vestido, cortou os laços do espartilho para que ela pudesse respirar. Isabel reviveu um pouco e Sztáray perguntou se ela estava com dor, e ela respondeu: "Não". Ela então perguntou: "O que aquele homem queria?" e perdeu a consciência novamente. 

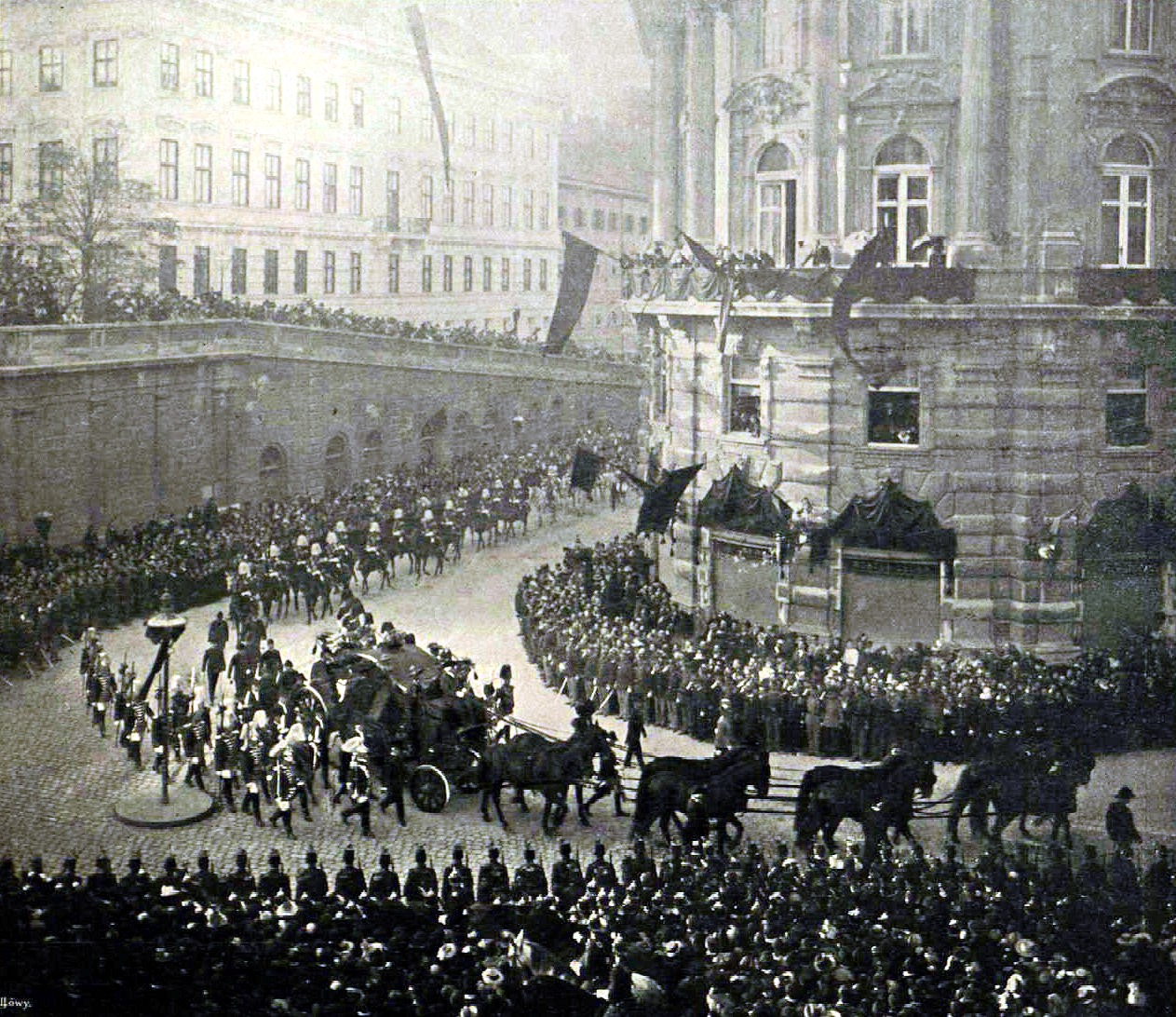
O cortejo fúnebre em Viena, (17 de setembro de 1898).

A condessa Sztáray notou uma pequena mancha marrom acima do seio esquerdo da imperatriz. Alarmada por Isabel não ter recuperado a consciência, ela informou ao capitão sua identidade, e o barco voltou para Genebra. Isabel foi carregada de volta ao Hotel Beau-Rivage por seis marinheiros em uma maca improvisada com uma vela, almofadas e dois remos. Fanny Mayer, a esposa do diretor do hotel, uma enfermeira visitante e a condessa despiram Isabel e tiraram seus sapatos, quando Sztáray notou algumas pequenas gotas de sangue e um pequeno ferimento. Quando a retiraram da maca para a cama, ela estava claramente morta; Frau Mayer acreditava que as duas respirações audíveis que ouviu a imperatriz respirar ao ser trazida para a sala foram as últimas. Dois médicos, Dr. Golay e Dr. Mayer chegaram, junto com um padre, que era tarde demais para conceder sua absolvição. Mayer fez uma incisão na artéria de seu braço esquerdo para determinar a morte e não encontrou sangue. Ela foi declarada morta às 14h10. Todos se ajoelharam e oraram pelo repouso de sua alma, e a condessa Sztáray fechou os olhos de Isabel e juntou as mãos. Isabel foi a imperatriz da Áustria por 44 anos.
Quando Francisco José recebeu o telegrama informando-o da morte de Isabel, seu primeiro medo foi que ela tivesse cometido suicídio. Foi somente quando uma mensagem posterior chegou, detalhando o assassinato, que ele foi liberado dessa noção. O telegrama pedia permissão para a autópsia e a resposta era que todos os procedimentos prescritos pela lei suíça deveriam ser cumpridos. 
A autópsia foi realizada no dia seguinte por Golay, que descobriu que a arma, que ainda não havia sido encontrada, havia penetrado 3,33 polegadas (85 mm) no tórax de Isabel, fraturado a quarta costela, perfurado o pulmão e pericárdio e penetrado no coração do topo antes de sair pela base da esquerda ventrículo esquerdo. Por causa da nitidez e da espessura da lima, o ferimento era muito estreito e, devido à pressão do espartilho extremamente apertado de Isabel, a hemorragia no saco pericárdico ao redor do coração foi reduzida a meras gotas. Até que esse saco fosse preenchido, as batidas de seu coração não eram impedidas, razão pela qual Isabel conseguiu caminhar do local do assalto e subir a rampa de embarque do barco. Se a arma não tivesse sido removida, ela teria vivido mais um pouco, pois teria agido como um tampão para estancar o sangramento. Golay fotografou o ferimento, mas entregou a fotografia ao procurador-geral suíço, que mandou destruí-la, por ordem de Francisco, junto com os instrumentos de autópsia. 
Enquanto Genebra se fechava em luto, o corpo de Isabel foi colocado em um caixão triplo: dois internos de chumbo, o terceiro externo em bronze, repousando sobre garras de leão. Na terça-feira, antes de os caixões serem lacrados, os representantes oficiais de Francisco José chegaram para identificar o corpo. O caixão tinha dois painéis de vidro, cobertos por portas, que podiam ser puxadas para trás para permitir que seu rosto fosse visto. Ao avistar o cadáver, Francisco José, proferiu: "Ninguém nunca saberá o quanto eu amei essa mulher".
Na quarta-feira de manhã, o corpo dela foi levado de volta para Viena a bordo de um trem funerário. A inscrição em seu caixão dizia: “Isabel, Imperatriz da Áustria”. Os húngaros ficaram indignados e as palavras “e Rainha da Hungria” foram acrescentadas às pressas. Todo o Império Austro-Húngaro estava em luto profundo; 82 soberanos e nobres de alto escalão seguiram o cortejo fúnebre na manhã de 17 de setembro ao túmulo na Igreja dos Capuchinhos.

### Sucedentes

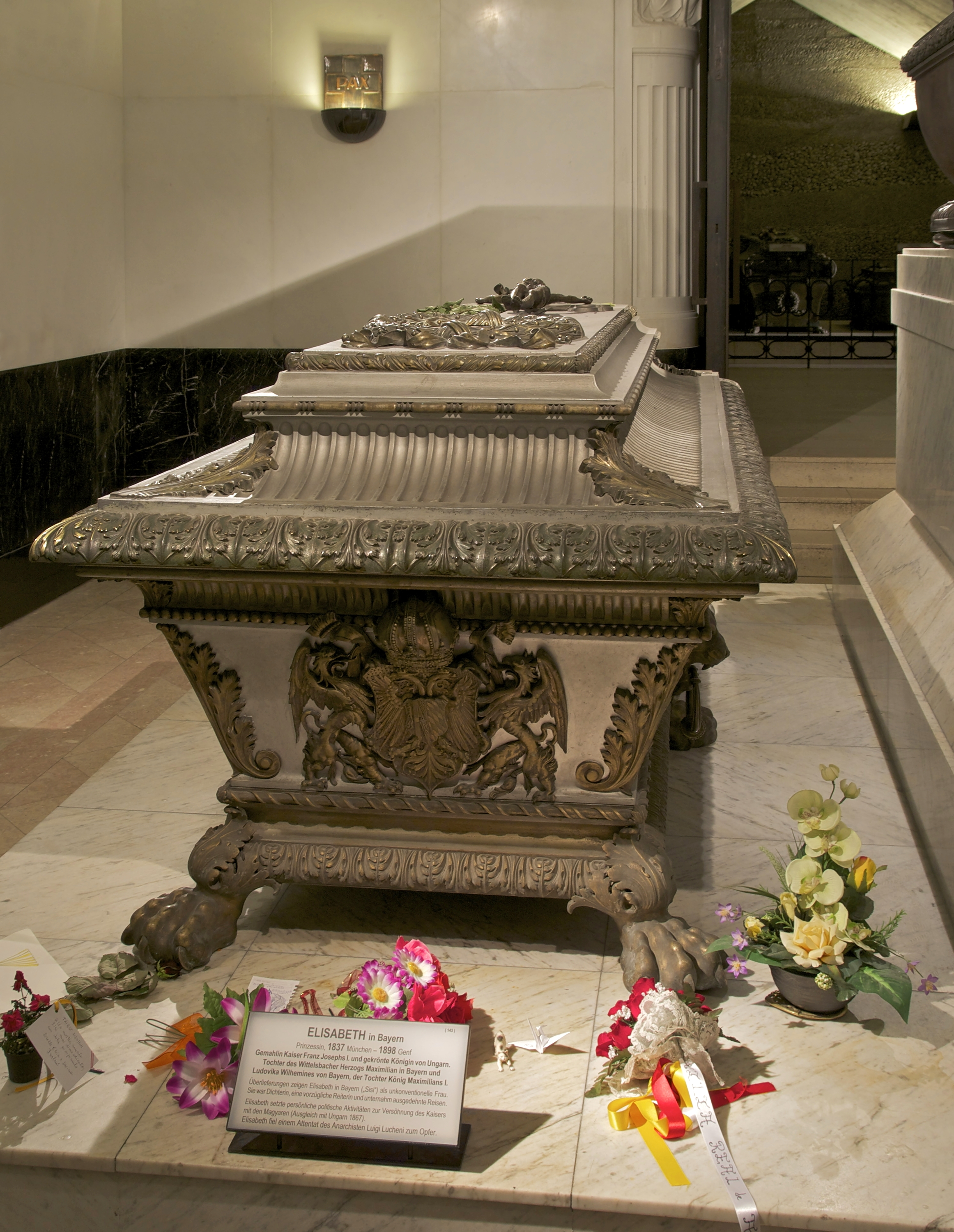
O túmulo da Imperatriz Isabel ao lado do de seu marido Francisco José na Cripta Imperial de Viena. Do outro lado da tumba de Francisco está a de seu filho, o príncipe herdeiro Rodolfo.

Após o ataque, Lucheni fugiu pela Rue des Alpes, para onde arremessou a pasta na entrada do nº 3. Ele foi capturado por dois taxistas e um marinheiro, então preso por um polícia. A arma foi encontrada no dia seguinte pelo concierge durante sua limpeza matinal; ele pensou que pertenceria a um operário que se mudara no dia anterior e não notificou a polícia de sua descoberta até o dia seguinte. Não havia sangue na lima e a ponta estava quebrada, o que ocorreu quando Lucheni a jogou fora. A lima tinha uma aparência tão opaca que especulou-se que havia sido selecionada deliberadamente porque seria menos perceptível do que uma faca brilhante, que teria denunciado Lucheni quando ele se aproximasse. Lucheni havia planejado comprar um estilete, mas sem o montante de 12 francos, ele simplesmente afiou uma lima velha em uma adaga caseira e cortou um pedaço de lenha em um cabo.
Embora Lucheni se gabasse de ter agido sozinho, porque muitos refugiados políticos encontraram refúgio na Suíça, foi considerada a possibilidade de que ele fizesse parte de uma conspiração e que a vida do imperador também estivesse em perigo. Assim que foi descoberto que um italiano era o responsável pelo assassinato de Isabel, a agitação varreu Viena e ameaças de represálias contra os italianos. A intensidade do choque, luto e indignação excedeu em muito a que ocorreu com a notícia da morte de Rodolfo. Um clamor também irrompeu imediatamente sobre a falta de proteção para a imperatriz. A polícia suíça estava bem ciente de sua presença e telegramas para as autoridades competentes aconselhando-as a tomar todas as precauções foram enviados. O chefe de polícia Virieux do cantão de Vaud organizou a proteção de Isabel, mas ela detectou os oficiais dele fora do hotel na véspera do assassinato e protestou que a vigilância era desagradável, de modo que Virieux não teve escolha senão retirá-los. Também é possível que, se Isabel não tivesse dispensado seus outros acompanhantes naquele dia, uma comitiva maior do que uma dama de companhia pudesse ter desencorajado Lucheni, que vinha seguindo a Imperatriz havia vários dias, esperando uma oportunidade. Lucheni foi levado ao Tribunal de Genebra em outubro. Furioso com a abolição da pena de morte em Genebra, exigiu que fosse julgado de acordo com as leis do Cantão de Lucerna, que ainda tinha pena de morte, assinando a carta: “Luigi Lucheni, anarquista e um dos mais perigosos".
Como Isabel era famosa por preferir o homem comum aos cortesãos, conhecidos por suas obras de caridade e considerada um alvo tão inocente, a sanidade de Lucheni foi questionada inicialmente. O testamento de Isabel estipulava que uma grande parte de sua coleção de joias deveria ser vendida e os rendimentos, então estimados em mais de £ 600 000, deveriam ser aplicados a várias organizações religiosas e de caridade. Francisco José comentou com o príncipe de Liechtenstein, que era o devoto cavalheiro do casal, "Que um homem possa ser encontrado para atacar uma mulher, cuja vida inteira foi dedicada a fazer o bem e que nunca feriu ninguém, é para mim incompreensível". Tudo fora das jóias da coroa e propriedade do estado que Isabel tinha o poder de legar foi deixado para sua neta, a Arquiduquesa Isabel Maria da Áustria, filha de Rodolfo. Lucheni foi declarado são, mas foi julgado como um assassino comum, não um criminoso político. Encarcerado para toda a vida, e negado a oportunidade de fazer uma declaração política com sua ação, ele tentou se matar com a chave afiada de uma lata de sardinha em 20 de fevereiro de 1900. Dez anos depois, ele se enforcou com o cinto em sua cela em na noite de 16 de outubro de 1910, depois de um guarda ter confiscado e destruido suas memórias incompletas.

## Legado

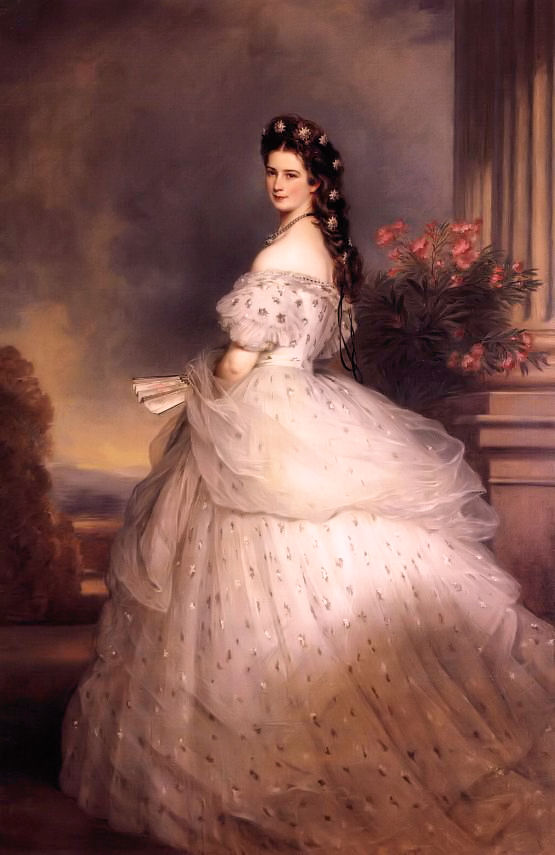
Imperatriz Isabel da Áustria em vestido de gala cortês com estrelas de diamante por Franz Xaver Winterhalter, 1865.

Após sua morte, Francisco José fundou a Ordem de Elizabeth em sua memória. No Volksgarten de Viena, há um elaborado monumento memorial com uma estátua sentada da Imperatriz de Hans Bitterlich, dedicado em 4 de junho de 1907. 
No passeio em território suíço, há um monumento à Imperatriz criado por Antonio Chiattone em 1902. Esta cidade fica entre Montreux e Chateau Chillon; a inscrição menciona suas muitas visitas à área. Perto do local de seu assassinato em Quai du Mont-Blanc, às margens do Lago de Genebra, há uma estátua in memoriam, criada por Philip Jackson e dedicada em 1998 no centésimo aniversário do assassinato.
Um grande número de capelas foram nomeadas em sua homenagem, ligando-a a Santa Isabel. Vários parques foram nomeados em sua homenagem, como o Empress Elisabeth Park em Meran, South Tyrol. 
Várias residências que Isabel frequentava estão preservadas e abertas ao público, incluindo seu apartamento Imperial Hofburg e o Palácio de Schönbrunn em Viena, a Villa Imperial em Bad Ischl, o Achilleion na Ilha de Corfu e sua residência de verão em Gödöllő, Hungria. Sua residência de verão da família de infância, Possenhofen, abriga o Museu Imperatriz Elizabeth. O vagão-dormitório especialmente construído do Empress está em exibição no Technisches Museum em Viena. 
Vários locais na Hungria têm o nome dela: dois distritos de Budapeste, Erzsébetváros e Pesterzsébet, e Ponte Elisabeth. 

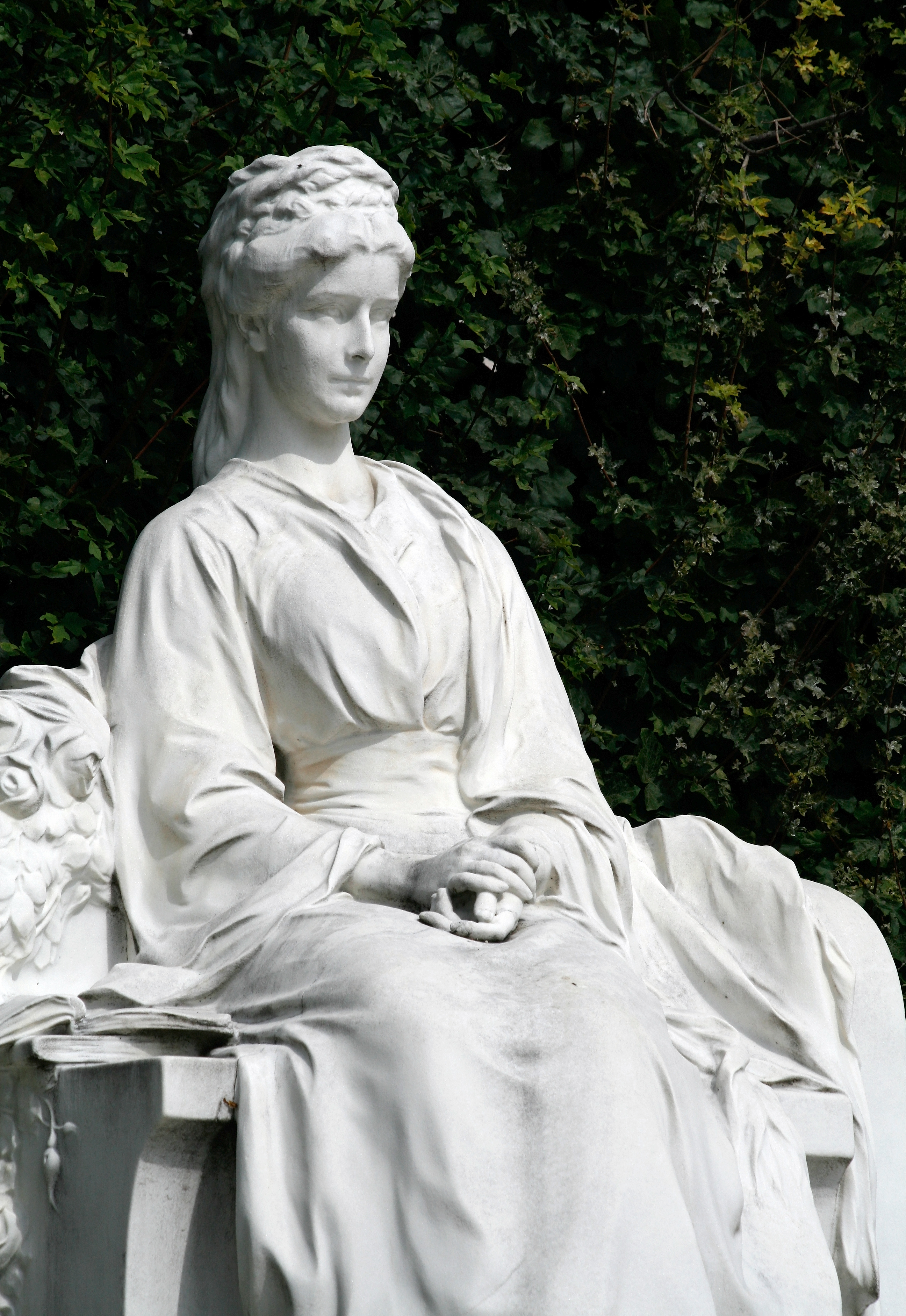
Estátua sentada no Volksgarten de Viena.

Em 1998, Gerald Blanchard roubou a pérola de diamante Koechert conhecida como Estrela Sisi, uma estrela de diamantes de 10 pontas que se espalha ao redor de uma enorme pérola de uma exposição que comemora o 100º aniversário de seu assassinato no Palácio de Schönbrunn em Viena. Foi uma das aproximadamente 27 peças incrustadas de joias projetadas e feitas pelo joalheiro da corte Jakob Heinrich Köchert para ela usar no cabelo, que aparece em um retrato dela feito por Franz Xaver Winterhalter . The Star foi recuperado pela polícia canadense em 2007 e, eventualmente, voltou para a Áustria. Embora Blanchard possuísse a joia de valor inestimável, ninguém foi formalmente acusado de roubá-la. Duas versões das estrelas foram criadas: um segundo tipo sem centro de pérola, foi projetado pelo joalheiro da corte Rozet & Fischmeister. Algumas estrelas foram dadas às damas da corte. Um conjunto de 27 estrelas de diamante foi mantido na família Imperial; eles são vistos em uma fotografia que mostra o dote da filha de Rodolfo, a arquiduquesa Isabel Maria, conhecida como "Erzsi", por ocasião de seu casamento com o príncipe Otto de Windisch-Graetz em 1902. 
Ainda em 2020, arranjos florais amarrados com a fita vermelha, branca e verde da Hungria foram deixados em seu sarcófago na Igreja dos Capuchinhos, em Viena.
Existem várias estátuas da Imperatriz na Eslováquia: estátua de bronze de Gyula Donáth de 1903 no spa Bardejov em Bardejov e bustos em Poltár e em Prešov. Também a Ponte Elisabeth conectando as cidades de Komárno na Eslováquia e Komárom na Hungria (que costumava ser uma cidade na época em que foi construída), que foi construída em 1892, leva o nome de Sissi.

## Representações na cultura
- Na década de 1950 o director Ernst Marischka realizou três filmes sobre Sisi: Sissi, Sissi Imperatriz e O Destino de Sissi (pt)/Sissi e seu Destino (br) (trilogia de Sissi), todos protagonizados por Romy Schneider, que contribuíram decisivamente para tornar a sua história conhecida, embora de uma forma não muito verdadeira;
- O teatro japonês Takarazuka Revue apresenta, esporadicamente, desde 1995, um musical baseado na vida da imperatriz;
- Personagem do romance A Corte do Norte, de Agustina Bessa-Luís (1987) que, por sua vez, inspirou o filme homónimo realizado por João Botelho (2008);
- Em dezembro de 2009, Sissi, uma minissérie de duas partes, estreou na televisão europeia, produzida por uma parceria alemã, austríaca e italiana, estrelando Cristiana Capotondi como Elisabeth e David Rott como imperador Franz Joseph.  Como a série animada de 1997, este filme retrata a mitologia romântica em torno do infeliz casamento de Elisabeth e Franz Joseph, mas os problemas políticos do império e os problemas pessoais dos personagens principais são tratados com muito mais detalhes do que em muitos outros dramas.

## Títulos e honras

Monograma de Isabel

### Títulos e estilos
- 24 de dezembro de 1837 – 24 de abril de 1854: Sua Alteza Real, a Duquesa Isabel na Baviera.
- 24 de abril de 1854 – 10 de setembro de 1898: Sua Majestade Imperial e Real Apostólica, a Imperatriz da Áustria, Rainha da Hungria, Croácia e Boêmia, etc.
  - 2 de dezembro de 1848 – 12 de outubro de 1866: Sua Majestade, a Rainha da Lombardia-Vêneto.

### Honras
Condecorações austríacas
Isabel era Grã-Mestra das seguintes ordens de cavalaria:
- Ordem da Cruz Estrelada;
- Ordem de Isabel e Teresa.

Condecorações estrangeiras
- México: Dama Grande Cruz da Ordem de San Carlos.
- Espanha: Dama da Ordem da Rainha Maria Luísa - 1854.

## Descendência
|  | Nome                                  | Nascimento           | Morte                 | Consorte (datas de nascimento e morte) filhos |
|  | ------------------------------------- | -------------------- | --------------------- | --- |
|  | Sofia Frederica da Áustria            | 5 de março de 1855   | 29 de maio de 1857    | Morreu com 2 anos de idade. |

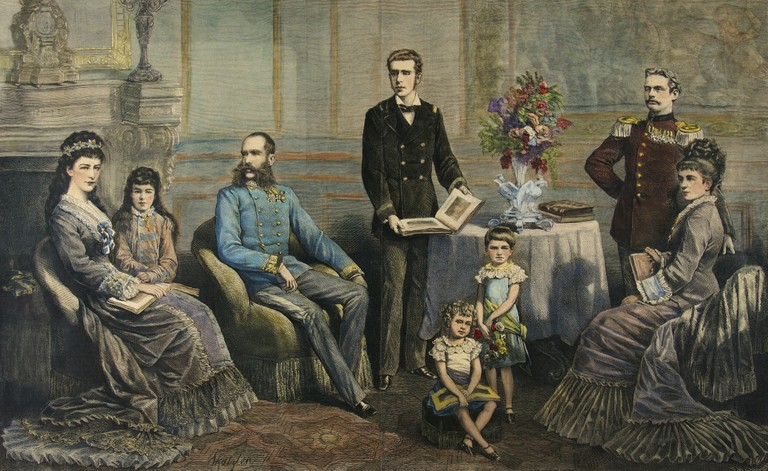
A família de Isabel e Francisco.

|  | Gisela da Áustria                     | 12 de julho de 1856  | 27 de julho de 1932   | Casada em 20 de abril de 1873, Leopoldo da Baviera, com descendência (Isabel Maria da Baviera, Augusta da Baviera, Jorge da Baviera e Conrado da Baviera) |
|  | Rodolfo, Príncipe Herdeiro da Áustria | 21 de agosto de 1858 | 30 de janeiro de 1889 | Casado em 10 de maio de 1881, Estefânia da Bélgica, com descendência (Isabel Maria da Áustria)                                                            |
|  | Maria Valéria da Áustria              | 22 de abril de 1868  | 6 de setembro de 1924 | Casada em 31 de julho de 1890, Francisco Salvador da Áustria, com descendência (10 filhos, incluindo Isabel Francisca da Áustria)                         |